# Euriphene deformata
Euriphene deformata är en fjärilsart som beskrevs av Heinrich Neustetter 1916. Euriphene deformata ingår i släktet Euriphene och familjen praktfjärilar. Inga underarter finns listade i Catalogue of Life.